# Бозетти, Катерина
Катерина Бозетти (итал. Caterina Bosetti; род. 2 февраля 1994, Бусто-Арсицио, провинция Варесе, область Ломбардия, Италия) — итальянская волейболистка, нападающая-доигровщица. Олимпийская чемпионка 2024.

## Биография
Катерина Бозетти родилась в спортивной семье. Отец — Джузеппе Бозетти — волейбольный тренер, мать — бывшая волейболистка Франка Барделли. Известной волейболисткой является старшая сестра Катерины — Лучия (серебряный призёр чемпионата мира 2018, чемпионка Европы 2009, обладательница Кубка мира 2011)
В 207—2009 выступала за юниорскую команду «Аматори Ораго», где её тренером был отец. В 2009 году, в 15-летнем возрасте заключила свой первый профессиональный контракт с ВК «Вилла Кортезе», в составе которого дебютировала в серии А1 чемпионата Италии и трижды становилась серебряным призёром чемпионата страны, а также дважды выигрывала Кубок Италии. После роспуска клуба в 2013 году уехала в Бразилию, где в составе «Молико-Нестле» (Озаску) стала обладателем «бронзы» чемпионата, «золота» Кубка Бразилии и «серебра» клубного чемпионата Южной Америки.
После 2014 года играла в Турции за «Галатасарай», в Италии за «Игор Горгондзола» из Новары, «Лю-Джо Нордмекканику» из Модены и «Поми» (Казальмаджоре). В 2020 вернулась в Новару, за которую выступала до 2024, по два раза выиграв в её составе медали чемпионата и Кубка Италии, а также Кубок вызова ЕКВ 2024. В 2024 году заключила контракт с турецким «Вакыфбанком». 
В 2010—2011 Катерина Бозетти играла за юниорскую и молодёжную сборные Италии. В 2010 стала победительницей молодёжного чемпионата Европы, а спустя год — чемпионкой мира среди молодёжных команд. На обоих турнирах была признана лучшим игроком. Серебряный призёр чемпионата Европы среди девушек 2011. В ноябре того же (2011) года в 17-летнем возрасте дебютировала в национальной сборной страны в розыгрыше Кубка мира и стала обладателем золотых наград. В ходе турнира приняла участие в 6 матчах и набрала 29 очков. В дальнейшем в составе национальной команды трижды участвовала в Олимпийских играх (чемпионка Игр 2024), становилась бронзовым призёром чемпионата мира 2022, двукратным победителем Лиги наций.

### Клубная карьера
- 2007—2009 —  «Аматори Ораго» (Ераго-кон-Ораго);
- 2009—2013 —  «Асистел Карнаги» (Вилла-Кортезе);
- 2013—2014 —  «Молико-Нестле» (Озаску);
- 2014—2015 —  «Галатасарай» (Стамбул);
- 2015—2016 —  «Игор Горгондзола» (Новара);
- 2016—2018 —  «Лю-Джо Нордмекканика» (Модена);
- 2018—2020 —  «Поми» (Казальмаджоре);
- 2020—2024 —  «Игор Горгондзола» (Новара);
- 2024—2025 —  «Вакыфбанк» (Стамбул);
- с 2025 —  «Савино Дель Бене» (Скандиччи).

## Достижения

### Со сборными Италии
- Олимпийская чемпионка 2024
- бронзовый призёр чемпионата мира 2022.
- победитель розыгрыша Кубка мира 2011.
- серебряный призёр Мирового Гран-при 2017.
- двукратная чемпионка Лиги наций — 2022, 2024.
- чемпионка мира среди молодёжных команд 2011.
- чемпионка Европы среди молодёжных команд 2010.
- серебряный призёр чемпионата Европы среди девушек 2011.

### С клубами
- 5-кратный серебряный (2010, 2011, 2012, 2017, 2021) и бронзовый (2022) призёр чемпионатов Италии.
- двукратный победитель розыгрышей Кубка Италии — 2010, 2011;
  - 4-кратный серебряный призёр Кубка Италии — 2013, 2017, 2021, 2022.
- бронзовый призёр чемпионата Бразилии 2014.
- победитель розыгрыша Кука Бразилии 2014.
- чемпионка Турции 2025.

- серебряный призёр клубного чемпионата Южной Америки 2014.
- победитель розыгрыша Кубка вызова ЕКВ 2024.

### Индивидуальные
- 2010: MVP молодёжного чемпионата Европы.
- 2011: лучшая на приёме чемпионата Европы среди девушек.
- 2011: MVP и лучшая нападающая молодёжного чемпионата мира.
- 2012: MVP Суперкубка Италии.
- 2022: лучшая нападающая-доигровщица (одна из двух) Лиги наций.